# Primal Fear
Primal Fear är ett tyskt power- och speed metal-band, bildat oktober 1997 av Ralf Scheepers (sångare) och Mat Sinner (basgitarr och sång). Sinner och Scheepers grundade bandet efter att Scheepers inte fått platsen som Rob Halfords ersättare i Judas Priest.

## Medlemmar
Nuvarande medlemmar
- Mat Sinner (Matthias Lasch) – basgitarr, sång (1997– )
- Tom Naumann – gitarr (1997–2000, 2003–2007, 2015– )
- Ralf Scheepers – sång (1997– )
- Magnus Karlsson – gitarr (2008– )
- Alex Beyrodt – gitarr (2011– )
- Michael Ehré – trummor (2019– )

Tidigare medlemmar
- Klaus Sperling – trummor (1997–2003)
- Stefan Leibing – gitarr (1999–2008), keyboard (2003–2005)
- Henny Wolter – gitarr, sång (2000–2003, 2007–2010)
- Randy Black – trummor (2003–2014)
- Aquiles Priester – trummor (2014–2015)
- Francesco Jovino – trummor (2015–2019)

Turnerande medlemmar
- Alex Beyrodt – gitarr (2007, 2009–2010)
- Constantine – gitarr (2012–2013)
- Tom Naumann – gitarr (2013–2015)
- Klaus Sperling – trummor (2015)

## Diskografi
Studioalbum
- 1998 – Primal Fear
- 1999 – Jaws of Death
- 2001 – Nuclear Fire
- 2002 – Black Sun
- 2004 – Devil's Ground
- 2005 – Seven Seals
- 2007 – New Religion
- 2009 – 16.6 (Before the Devil Knows You're Dead)
- 2012 – Unbreakable
- 2014 – Delivering the Black
- 2016 – Rulebreaker
- 2018 – Apocalypse
- 2020 – Metal Commando
- 2023 – Code Red
- 2025 – Domination

Livealbum
- 2010 – Live in the USA
- 2017 – Angels of Mercy: Live in Germany

EP
- 2001 – Horrorscope

Singlar
- 2001 – "Out in the Fields"
- 2004 – "Metal Is Forever"
- 2011 – "Bad Guys Wear Black"
- 2013 – "When Death Comes Knocking"
- 2015 – "The End Is Near"
- 2015 – "Bullets & Tears"
- 2018 – "Hounds of Justice"
- 2018 – "King of Madness"
- 2018 – "The Ritual"
- 2018 – "Crucify Me"

Samlingsalbum
- 2006 – Metal Is Forever - The Very Best of Primal Fear
- 2010 – Live in the USA / 16.6 All over the World (2CD Box)
- 2017 – Best of Fear
- 2018 – The Nuclear Blast Recordings (6CD Box)

Video
- 2003 – The History of Fear (DVD + CD)
- 2010 – 16.6 All over the World (DVD)